# Texto argumentativo
El texto argumentativo tiene como principal objetivo dar sustento a la tesis formulada por el autor mediante la exposición coherente y lógica de justificaciones o razones, que tienen como propósito persuadir o convencer al lector sobre un punto de vista predeterminado. 
La argumentación hace referencia a la exposición de un conjunto de razones con el propósito de demostrar o justificar una cosa. En consecuencia, la argumentación no suele darse en estado puro y suele combinarse con la exposición. Mientras la exposición se limita a mostrar, la argumentación intenta demostrar, persuadir, convencer o cambiar ideas. Por ello, en un texto argumentativo, además de la función apelativa presente en el desarrollo de las declaraciones, lo que nos enseña aparece la función representativa, en la parte en la que se expone la tesis. 
Una amplia gama de textos, especialmente en los científicos, filosóficos, en el ensayo literario, en la producción política y judicial, en los textos periodísticos de opinión y en algunos mensajes publicitarios, pueden ser considerados textos argumentativos. En la lengua oral, además de aparecer con frecuencia en la conversación cotidiana, es la forma dominante en los debates, coloquios o mesas redondas.
Los textos argumentativos son aquellos donde el emisor tiene como intención comunicativa prioritaria, ofrecer la visión subjetiva del autor sobre un determinado tema. En tanto que argumentar es, por definición, un procedimiento persuasivo. Aparte de toda la información que a través de estos textos se pueda proporcionar (lo que implica que casi siempre haya también texto expositivo/exposición), existe implícitamente en ellos la intención de convencer al receptor acerca de lo que se está exponiendo varias cosas importantes. 
Un argumento es la expresión oral o escrita de un razonamiento o idea mediante el cual se intenta probar, refutar o incluso justificar una proposición o tesis en específico según sea su uso destinado.
Como su propio nombre indica, este tipo de textos pretenden exponer una serie de argumentos a favor o en contra de una temática, para persuadir al lector a que comparta dicha visión. En este artículo conoceremos su definición, funciones, algunos tipos, usos, ejemplos y los apartados que contienen.

## Estructura del texto argumentativo
El texto argumentativo está formado por tres partes importantes para conformarse: 
- Una tesis inicial, donde se debe formular de forma clara la idea fundamental que se quiere defender. Es muy importante que la tesis esté formulada correctamente, dado que es el núcleo en torno al cual gira la argumentación que posteriormente vamos a desarrollar.[2]
- Un desarrollo argumental, donde se exponen los desarrollos y las justificaciones donde se pueden incluir citas textuales que servirán para defender la idea fundamental.
- Una conclusión o síntesis que dará lugar al cierre del texto argumentativo. Se trata de la última parte de nuestra argumentación. Agrupa un argumento lógico obtenido previamente de la argumentación preexistente. Es de vital importancia que este final sea coherente con todo lo argumentado expuesto anteriormente.[3]

Como hemos destacado antes, se puede dar el caso de que alguna de estas partes esté ausente. Por este motivo es importante remarcar que el texto expositivo y argumentativo funcionen conjuntamente en el caso de la argumentación. Dado que no se puede defender una idea sin haber sido previamente expuesta.
El primer tipo de argumento que se esgrime en defensa de una tesis es su base. La base es el argumento que sustenta la posibilidad de la tesis y que responde a la pregunta ¿por qué?, planteada inmediatamente después de la tesis. Relacionada con la tesis y con la base está la garantía, un dato o información que sostiene aquel vínculo. La garantía se sustenta en un respaldo, un principio o dato documentado entendido como fácilmente aceptable por todos.
Podríamos decir que el texto argumentativo cuenta con cuatro partes fundamentales:
1. La justificación de la propuesta y del modo de abordaje por parte de autor.
2. El resumen, en que se deben reflejar los aspectos más destacados del trabajo.
3. Un apartado que defina claramente el o los objetos de estudio.
4. Un apartado donde esté planteada una discusión a partir de las conclusiones.

## Ejemplo de texto argumentativo
La escritura argumentativa o un texto argumentativo es la práctica de utilizar recursos literarios para persuadir o desafiar. Es posible que un día te pidan que escribas un ensayo argumentativo y no sepas cómo abordarlo.
Lo primero que hay que tener en cuenta al empezar un ensayo argumentativo es el tema. Puedes elegir entre un número de temas diferentes al escribir un ensayo argumentativo. También puedes optar por escribir un ensayo argumentativo sobre un tema específico que ya ha sido argumentado de otra manera. Por ejemplo, un aspecto del aborto que se debate a menudo es si es ético o no matar a un ser humano. Un ensayo podría analizar los pros y los contras de este argumento y explicar por qué crees que un enfoque es más ético que el otro. Para que tu ensayo sea más convincente, puedes elegir un tema que implique más de una cuestión. En este tipo de ensayos, puedes tomar varias cuestiones diferentes y utilizarlas para debatir un tema común. 
Por ejemplo, en un ensayo sobre cuestiones medioambientales, puedes elegir discutir cuestiones como el calentamiento global y la contaminación atmosférica. A continuación, puedes utilizar estos temas para debatir el concepto de sostenibilidad.
- Ejemplo de texto argumentativo:

Se acerca mi cumpleaños y deseo que me regalen un perrito, pero de seguro mis padres se negarán. Hoy les daré tres razones para que me lo regalen.
Ya tengo diez años y soy suficientemente responsable para cuidar a mi perrito, darle de comer, bañarlo, etc., y he obtenido buenas notas durante el año escolar; eso demuestra mi seriedad como un buen alumno e hijo. Además, un perro es el mejor amigo del hombre.

## Tipos de argumentos
- Razonamiento lógico: consiste en argumentar algo en cuanto a las reglas de la lógica y hablar claramente para que el receptor entienda perfectamente lo que dice.

Ejemplo: María fue a comer al restaurante que está por su casa y le dio diarrea. Pedro fue a comer al restaurante que está por la casa de María y le dio diarrea. Jaime fue a comer al restaurante que está por la casa de María y le dio diarrea. Por lo tanto, el restaurante que está por la casa de María produce infecciones estomacales.
Tesis: María fue a comer al restaurante que está por su casa y le dio diarrea.
- Razonamiento por analogía: se establece una semejanza entre dos conceptos, seres o cosas diferentes. Se deduce que lo que es válido para uno es válido para el otro.

Ejemplo: María y Diego son estudiantes con capacidades similares. María obtiene bajas calificaciones de cualquier índole.
Tesis: Diego también obtiene bajas calificaciones.
- Razonamiento por generalización: a partir de varios casos similares, se genera una tesis común, que es aplicada a un nuevo caso del mismo tipo.

Ejemplo: César Vallejo, Ciro Alegría y Mario Vargas Llosa son excelentes escritores. Todos ellos son peruanos.
Tesis: Los escritores peruanos son excelentes.
- Razonamiento por signos o sintomático: se utilizan indicios o señales para establecer la existencia de un fenómeno.

Ejemplo: A Catalina ya no le interesan las fiestas, pasa mucho tiempo hablando con Pablo, lee muchas novelas de amor.
Tesis: Catalina está enamorada de Pablo.
- Razonamiento por causa: se establece una conexión causal entre dos hechos que fundamentan la tesis.

Ejemplo: La carne de ballena es muy codiciada. Las ballenas fueron cazadas indiscriminadamente y, a pesar de la existencia de leyes de protección, todavía las cazan.
Tesis: Las ballenas están en peligro de extinción.

## Argumentos emotivos-afectivos
Se dirige a los sentimientos del auditorio, especialmente a sus dudas, deseos y temores con el fin de conmover y provocar una reacción de simpatía o rechazo. 
- Uso del criterio de autoridad: se alude a la opinión de expertos en el tema o personajes consagrados para sustentar la tesis.
- Argumentos por lo concreto: se emplean en ejemplos familiares a los oyentes porque les afecta directamente.
- Confianza del emisor: se apela a la confianza que inspira el mismo emisor y a la credibilidad que se le debe.
- Argumento eslogan: es una frase que invita a la acción, normalmente para comprar un producto o servicio.
- Recursos de la fama: corresponde a la utilización de la imagen pública o palabra de un personaje bien valorado por la sociedad.
- Fetichismo de masas: se sustenta en la idea de que la mayoría elige lo correcto o tiene la razón.
- Cita de autoridad: es el recurso a partir del cual se introducen en el texto las palabras de otro que generalmente es entendido o competente en el tema del cual trata el texto. Generalmente van entre comillas (" ").
- Cita textual a la hipótesis: dichas palabras serían refutadas o contraargumentadas posteriormente.
- Ejemplificación: es el recurso a partir del cual se da un caso concreto y específico sobre el tema tratado en el texto con el objetivo
- Generalización: es el recurso a partir del cual se habla de manera global con respecto a determinada característica.
- Enumeración: es el recurso por el cual se dan varios hechos, adjetivos, sustantivos, entre otros a enumerar.
- Oposición: es el recurso por el cual se oponen dos o más antónimos.
- Argumentativo/retórico: parecido a la oposición, es el recurso por el cual se diferencian dos sinónimos.
- Reformulación: se vuelve a explicar la idea utilizando otras palabras.

1. El argumento analógico: es aquel que establece paralelismos entre lo argumentado y otro hecho, una forma de aclaración que facilita su comprensión por parte de los destinatarios. Este tipo de argumento se basa en la relación de semejanza entre dos hechos.
2. El argumento mediante ejemplos: casos particulares como anécdotas, cuentos, metáforas, citas literarias, entre otros. Se utilizan para extraer una regla general.
3. El argumento de autoridad: se fundamenta en la opinión de una persona de reconocido prestigio. Existen varias formas de expresar los argumentos de autoridad, de forma directa (cuando la persona citada trató precisamente ese tema) o de forma indirecta o por analogía (la opinión empleada no se corresponde exactamente con el tema tratado, pero apoya el problema que planteamos).
4. El argumento de presunción: apoya en ideas que están vinculadas al principio de verosimilitud.
5. El argumento de probabilidades: apoya en datos estadísticos o en el cálculo de probabilidades, y su importancia proviene de estar sustentado sobre bases reales (carácter empírico del argumento).
6. El argumento emotivo-afectivo: se dirige a los sentimientos del auditorio, especialmente a sus dudas, deseos y temores con el fin de conmover y provocar una reacción de simpatía o rechazo.
7. Los argumentos por lo concreto: se emplean ejemplos familiares a los oyentes porque les afecta directamente.

- Legalización del texto: una vez terminado el trabajo se necesita llevar con un especialista para que lo legalice y se pueda publicar hacia un público..

## Marcas que apoyan la argumentación
La lengua utiliza recursos persuasivos para hacer compartir cierto punto de vista con el interlocutor. Son un apoyo a la estructura interna de la argumentación.
- Designaciones: expresiones principalmente sustantivas que expresan palmariamente un punto de vista.
- Calificaciones.